# آدم بن عبد الله القمي
آدم بن عبد الله القمي هو أحد رجال الشيعة ورواة الحديث عندهم حيث عدّه محمد بن الحسن الطوسي في رجاله أحد أصحاب جعفر بن محمد الصادق. وقد احتمل محسن الأمين أنه هو نفسه آدم بن عبد الله بن سعد الأشعري، كما استظهر أنه أخ عمران بن عبد الله القمي.

### كتب
- أعيان الشيعة. محسن الأمين، طبع بيروت - لبنان، تاريخ الطبع مفقود، منشورات دار التعارف.

### إشارات مرجعية
1. ↑  
الطوسي، محمد. رجال الطوسي. ص. 156. مؤرشف من الأصل في 2019-12-07.
2. ↑  
الأمين، محسن. أعيان الشيعة - ج2. ص. 86. مؤرشف من الأصل في 2019-12-07.